# وناس خليجان
وناس خليجان (1959 - 22 يوليو 2024)، هو فنان موسيقي تونسي وهو خريج المعهد العالي للموسيقى في دفعته الأولى سنة 1984م، كتب عديد المؤلفات الموسيقية للأوركسترا السمفوني التونسي ولفرقة البحر الأبيض المتوسط مع كمال الفرجاني ومجموعة الغجر مع فرحات الجديد الجديد وفرقة الموسيقى العربية في ابن رشيق مع فيصل القروي وفرقة مدينة تونس للموسيقى العربية الإفريقية مع محمد القرفي. كما ألف موسيقى لعدة مسرحيات وخاض تجارب في الرسم.

## وفاته
توفي صباح يوم الإثنين 22 يوليو 2024 بعد معاناة مع المرض عن خمسةٍ وستين سنة.